# Дело Лео Франка
Дело Лео Франка — судебный процесс по обвинению Лео Макса Франка в изнасиловании и убийстве 13-летней Мэри Фэган в 1913 году в Атланте, штат Джорджия. Лео Франк был признан виновным на основании сомнительных доказательств, приговорён к смерти, помилован губернатором, а затем выкраден из тюрьмы и повешен группой возмущённых граждан. Линчевание Лео Франка выявило проблему антисемитизма в США и привело к созданию Антидиффамационной лиги.

## Обвиняемый
Лео Франк родился в городе Куэро в Техасе (США) 17 апреля 1884 года в семье Рудольфа и Раи Франк. Вскоре после рождения вместе с родителями переехал в Нью-Йорк. Окончил Корнеллский университет, получив диплом инженера-механика в 1906 году. В 1910 году женился на Люсиль Зелиг — девушке из состоятельной еврейской семьи, чьи предки два поколения назад основали первую синагогу в Атланте. Благодаря покровительству дяди — совладельца Национальной карандашной фабрики — получил должность управляющего фабрикой. Для повышения квалификации ездил в Европу в 1907—1908 годах, вернулся в Атланту в 1908 году. Добился больших успехов как на деловом, так и на общественном поприще, стал богатейшим человеком города и председателем местного отделения еврейской организации «Бней-Брит». Увлекался оперой, играл в теннис и бридж.

## Жертва
Мэри Фэган (англ. Mary Phagan), девочка из простой рабочей семьи, родилась 1 июня 1899 года, работала на карандашной фабрике, присоединяя стирательные резинки к карандашам, за 12 центов в час; известно, что она регулярно посещала церковь и даже играла в церковной пьесе. 27 апреля 1913 года она была найдена убитой в подвале фабрики и затем похоронена на кладбище города Мариетта (Джорджия).

## Суд
В изнасиловании и зверском убийстве Мэри Фэган обвинили Лео Франка. Прямых улик против Лео обнаружено не было, а показания полицейских изобиловали противоречиями. Тем не менее 29-летнего Франка признали виновным. Решающими для судьи оказались показания единственного свидетеля, чернокожего рабочего Джима Конли. В настоящее время большинство историков полагает, что Конли и совершил это преступление. В частности, адвокат Конли ещё в 1914 году заявил, что считает его виновным.
На судебном процессе в 1913 году был признан виновным и приговорён к смертной казни. Решение о смертном приговоре регулярно подвергалось критике со стороны ведущих юристов Севера США. Но ряд публицистов штата по инициативе Тома Ватсона начал противоположную атаку в прессе.
Под воздействием общественного мнения губернатор штата помиловал Франка, заменив смертную казнь пожизненным заключением. Группа возмущённых жителей города похитила его из тюрьмы и устроила самосуд путём повешения 17 августа 1915 года.

## Новые данные по делу и «помилование» Франка
В 1982 году, через 70 лет после убийства, Алонсо Манн, мальчик, работавший в офисе Франка, рассказал, что видел, как Джим Конли на фабрике в одиночку переносил тело Фэган. Манн показал под присягой, что Конли угрожал убить его, если он сообщит о том, что видел. Когда мальчик рассказал об этом родителям, те заставили его поклясться, что он это никому больше не расскажет. Наконец Манн решил сделать заявление, по его словам, для того, чтобы спокойно умереть. Он прошёл тест на детекторе лжи и умер через три года в возрасте 85 лет.
Показания Манна стали основой для посмертного помилования Франка, которое последовало 11 марта 1986 года. Ввиду того что материалы дела были утеряны, а Конли умер в 1962 году, представлялось невозможным вновь расследовать дело с применением современных методов, поэтому штат ограничился лишь помилованием Франка и признанием своей вины в его смерти.
В 2003 году американский журналист Стив Они выпустил книгу «И мёртвые поднимаются: убийство Мэри Фэган и линчевание Лео Франка», где, проанализировав документы и пообщавшись с людьми, пришёл к мнению, что Лео Франк был невиновен, а организаторами и участниками самосуда были самые уважаемые граждане штата, в том числе губернатор, судья и глава комитета ассамблеи штата по делам тюрем.

## Последствия
Некоторые источники полагают, что дело имело антисемитскую подоплёку, поскольку Лео Франк был верующим иудеем. По словам сотрудницы музея еврейской истории в Атланте Сандры Берман, многие члены еврейской общины Джорджии решили покинуть штат, переехать в другие регионы страны. Дело Лео Франка стало поводом для создания Антидиффамационной лиги.